# Ysbyty Ystwyth
Ysbyty Ystwyth är en community i Storbritannien.   Den ligger i kommunen Ceredigion och riksdelen Wales, i den södra delen av landet, 260 km väster om huvudstaden London. Antalet invånare är 409.